# Saʿd asch-Schadhili

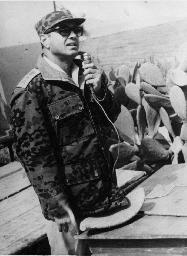
Saʿd asch-Schadhili während des Jom-Kippur-Krieg

Saʿd asch-Schadhili (auch Saad el-Schazly und Saad El Shazly, arabisch سعد الشاذلي, DMG Saʿd aš-Šāḏilī; * 1. April 1922 in Basyun; † 10. Februar 2011) war ein Diplomat und von 1971 bis 1973 Stabschef der ägyptischen Streitkräfte.

## Leben
Während des Jom-Kippur-Kriege (Oktober 1973) schafften es die ägyptischen Truppen unter seiner Führung die Bar-Lew-Linie, eine von Israel erbaute Kette aus Bunkern und Erdwällen, die entlang der östlichen Küste des Sues-Kanals verlief, zu überwinden. 
Nach seiner öffentlichen Kritik am Camp David I Abkommen (1978) wurde er von seinem Posten als Botschafter in Portugal entlassen und ins Exil nach Algerien geschickt.